# کیریلاپون شمالی
کیریلاپون شمالی (به لاتین: Kirilapone North) یک منطقهٔ مسکونی در سری‌لانکا است که در ناحیه کلمبو واقع شده‌است.